# Partagetraktaat (1661)

Overzicht van de verdeling van de Landen van Overmaas, na het Partagetraktaat van 1661

Het Partagetraktaat (1661) is de volkenrechtelijke overeenkomst tussen de Republiek der Zeven Verenigde Nederlanden en de door Spanje geregeerde Zuidelijke Nederlanden omtrent de verdeling van de Landen van Overmaas in een Staats en een Spaans deel. Partagetraktaat is een algemene term en staat voor delingsverdrag.
Door het ontwikkelen van een Staats gebied in de regio werd de basis gelegd voor het ontstaan van het latere Zuid-Limburg.
Nadat de Republiek in 1632, dankzij de Maasveldtocht van Frederik Hendrik, vaste voet aan de grond had gekregen in het zuiden van het huidige Limburg, traden de Staten-Generaal der Verenigde Nederlanden in de rechten van de hertog van Brabant – dat was toen de koning van Spanje – als co-soeverein van Maastricht. Bovendien verwierven zij delen van de Landen van Overmaas en annexeerden zij in de loop der tijd ook nog een aantal geënclaveerde vrije heerlijkheden, zoals de heerlijkheden Elsloo en Stein. Staats-Overmaas werd een van de Generaliteitslanden.
Bij de Vrede van Münster in 1648 waren de verhoudingen tussen de Zuidelijke en Noordelijke Nederlanden in de Maaslandse territoria verder uitgekristalliseerd, maar niet definitief vastgelegd. In het Maasland was er sprake van een patstelling: geen van beide partijen had het gehele Maasland kunnen veroveren. Elk had slechts delen in handen.
Nog in 1658 had Spanje geprobeerd om de Landen van Overmaas grotendeels te behouden, op aandringen van de religieuze orden in de Zuidelijke Nederlanden, die zich zorgen maakten om de talrijke kloosters en het uitgestrekte kerkelijke grondbezit in dit gebied. Na de Vrede van de Pyreneeën in 1659, waardoor Frankrijk zich verder versterkt had als Europese grootmacht, veranderde Spanje ook op dit punt van houding en hechtte meer belang aan goede betrekkingen met de Republiek.

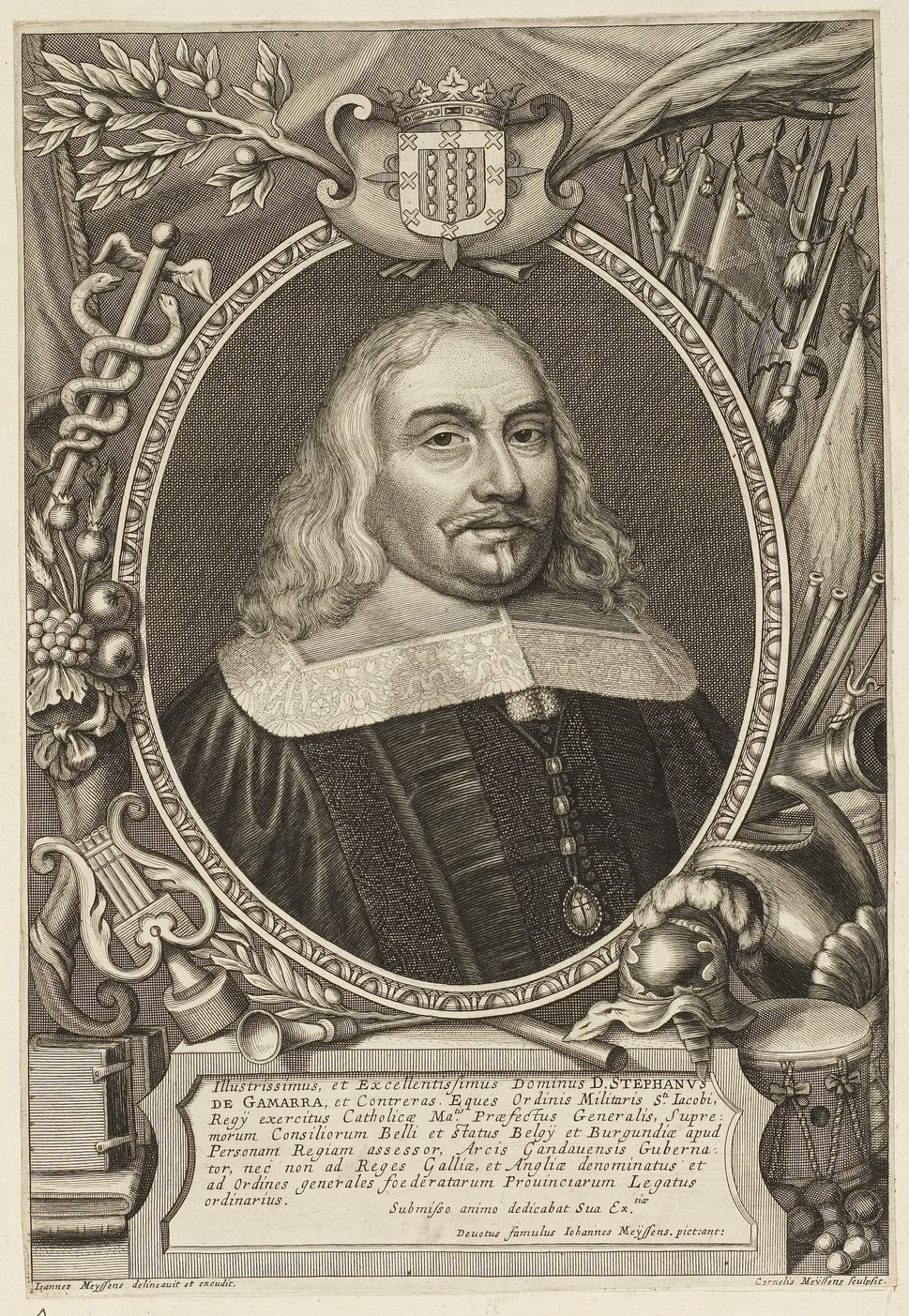
Don Esteban de Gamarra

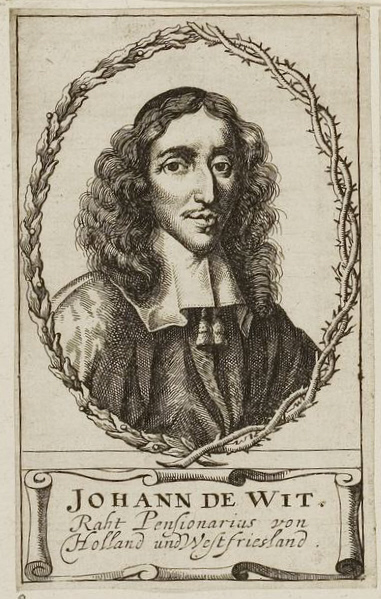
Johan de Witt

De auteur van het Partagetraktaat aan Nederlandse zijde was Johan de Witt, raadpensionaris van Holland, die op dat ogenblik onder meer het succesrijke buitenlands beleid van de Republiek bepaalde. De onderhandelaar namens Spanje was Esteban de Gamarra, ambassadeur in Den Haag. In december 1661 werd overeenstemming bereikt over een verdeelsleutel voor het gebied, waarbij de steden Valkenburg, Heerlen en Dalhem in Nederlandse handen kwamen. Het traktaat werd namens de Republiek ondertekend door Rutger Huyghens, J. de Merode, Johan de Witt, Johan Kien, Johan van Reede, E. van Bootsma, B.I. Mulert, J. Isbrandts, J. Van der Hooghe van Borssele en Hieronymus van Beverningk.

## Verdeling
De volgende gebieden werden Staats:
- In het Land van Valkenburg: stad en kasteel van Valkenburg met de banken, heerlijkheden en dorpen Beek, Geulle, Ulestraten, Bunde, Itteren, Amby, Borgharen, Schimmert, Meerssen, Houthem (met uitzondering van het klooster Sint-Gerlach), Berg, Terblijt, Bemelen, Klimmen met Hulsberg, Heerlen met Voerendaal en Nieuwenhagen en ten slotte Eijsden en Sint Geertruid, met uitzondering van het fort Navagne langs de Maas tussen Eijsden en Moelingen. De volgende Valkenburgse buitenlenen: Hurt, Mesch, Leuth, de Witte Poort van Stein, het huis Goedenraad te Eys, Groot en Klein Blankenberg in Cadier, landgoederen in Rekem, de Maasveren van Rekem en Geulle, het leen Mangelt in Bilsen[1], landgoederen in Uikhoven, het Eysderbos bij Sint Geertruid[2] en Bruisterbosch.
- In het Land van 's-Hertogenrade: de dorpen Gulpen en Margraten en Vaals met Holset en Vijlen.
- In het graafschap Dalhem: de hoofdplaats Dalhem met de dorpen Oost, Cadier en de tegenwoordig in de Belgische provincie Luik gelegen dorpen Bolbeek (Bombaye), Feneur, Trembleur en Olne.

De volgende gebieden werden Spaans:
- In het Land van Valkenburg: de heerlijkheden en dorpen Nuth, Oud-Valkenburg, Strucht, Schin op Geul, Valkenburg-Oost, Wijnandsrade, Geleen, Schinnen, Spaubeek, Oirsbeek, Jabeek, Brunssum, Schinveld, Hoensbroek, Vaesrade, Schaesberg het klooster Sint Gerlach en het fort Navagne aan de Maas. De volgende Valkenburgse buitenlenen: de Abtshof van Munstergeleen, Wolfsrade, Remersdaal, het Kunraderhof, Teuven, Limbricht, de "Schertsheelmolen" bij Aken[3], Susterseel, het leenhof in Sombreffe, het Maasveer van Stokkem, Vissersweert, Langeveld[4] en Reijmerstok.
- In het graafschap Dalhem: de plaatsen 's-Gravenvoeren, Mheer, Noorbeek, Weerst (Warsage), Moelingen, Sint-Martens-Voeren, Aubel, Cheratte, Neufchâteau, Mortier, Housse en Richelle.
- In het Land van 's-Hertogenrade: de plaatsen Hertogenrade, Merkstein, Kerkrade, Ubach, Simpelveld, Wels en Roerdorp[5]

De weg door Schaesberg was vrij toegankelijk voor beide partijen, Elsloo en Berne bleven onverdeeld.

### Vrije en geestelijke gebieden in het traktaat
Een aantal gebieden kent een opmerkelijke soevereiniteitswisseling in het Partagetraktaat. Elsloo, Wijnandsrade, Rekem en Terblijt zijn in naam rijksvrij maar worden in het traktaat ingedeeld als respectievelijk: "onverdeeld", Spaans en Staats (2x). Vaesrade, Bemelen, Berg, en Berne zijn geestelijke gebieden maar worden ingedeeld als Spaans, Staats (2x) en "onverdeeld", Berg en Berne zijn twee van de Elf banken van Sint-Servaas. Rekem en Leut die op de linkeroever van de Maas liggen, maken strikt genomen geen deel uit van het Overmaasse gebied, maar zijn rijksheerlijkheden die ook voorheen al fungeerden als buitenlenen van Valkenburg. De bij Spanje ingelijfde vrije heerlijkheden hielden na 1661 een redelijke autonomie. De Staatse gebieden daarentegen moesten soms met militair geweld worden ingenomen, omdat de Spaanse bezettingstroepen na ondertekening van het Partagetraktaat kennelijk niet goedschiks wilden vertrekken, zoals in Leut.
In 1661 kwam in Frankrijk Zonnekoning Lodewijk XIV aan de macht. Hij was uit op het verleggen van de grenzen van Frankrijk tot aan de Rijn. In juni 1673, na het Rampjaar 1672, werd Maastricht belegerd en veroverd door Franse troepen van Lodewijk XIV, die bij zijn bondgenoten bedongen had dat hij de Zuidelijke Nederlanden en de Generaliteitslanden mocht inlijven. Bij het einde van de Frans-Nederlandse Oorlog, de Vrede van Nijmegen in augustus 1678, kregen Maastricht en Staats-Overmaas hun statuut weer terug.
Door het ontwikkelen van een Staats gebied in de regio werd de basis gelegd voor het ontstaan van het latere Zuid-Limburg.
De overwegend rooms-katholieke bevolking in Staatse gebieden moest voor de katholieke eredienst na 1661 enige tijd uitwijken naar de Spaanse Nederlanden en naar katholieke gebieden in het Heilig Roomse Rijk. Er werden, op verschillende plaatsen, over de grens van de Republiek grenskerken gebouwd door de katholieke gelovigen van parochies in de Republiek. In het dorp Schaesberg, Spaans gebied, werd de toeloop vanuit het, overwegend rooms-katholieke, Staatse Heerlen zo groot dat er een nieuwe kerk moest worden gebouwd.